# Odbor vojaškega štaba (OZN)
Odbor vojaškega štaba (uradno angleško Military Staff Committee; kratica: MSC) je delovno telo Varnostnega sveta Organizacije združenih narodov (ZDA), katerega glavne naloge so: načrtovanje vojaških operacij OZN, pomoč pri nadzorovanju oborožitve in svetovanje o vseh zadevah, ki se dotikajo oboroženih sil. Poleg tega da ima odbor nalogo zagotoviti podporo (z vojaškim svetovanjem) Varnostnemu svetu, pa ima nalogo povezovanja s Sekretariatom OZN in državami članicami, ki zagotavljajo vojaške in policijske enote za vojaške operacije OZN.
Ker je kmalu po ustanovitvi odbora nastopila hladna vojna, odbor ni nikoli zaživel v vlogi, kot mu je bila namenjena ob ustanovitvi in je imel v prvih 50 letih obstoja le malo dejavnosti. Britanski pomorski zgodovinar Eric Grove je odbor opisal kot sterilni spomenik izginjajočih upov ustanoviteljev OZN V zadnjem času je bilo predstavljenih več predlogov o oživitvi odbora, večinoma v povezavi z večjim vprašanjem reforme OZN.
MSC vodi predsednik Odbora vojaškega štaba, ki se mesečno menja med petimi člani odbora.

## Zakonodaja
Odbor vojaškega štaba je edini podrejeni organ OZN, ki je izrecno omenjen v Ustanovni listini OZN in sicer v 45., 46. in 47. členih 7. poglavja:
45. člen
Da bi Organizacijo združenih narodov usposobili za izvajanje nujnih vojaških ukrepov, naj njeni člani vzdržujejo lastne oddelke zračnih sil, ki bi se mogle takoj uporabiti za izvršitev združene meddržavne prisilne akcije. Moč in stopnjo pripravljenosti teh oddelkov ter načrte za njihovo združeno akcijo določi Varnostni svet s pomočjo Odbora vojaškega štaba v mejah, določenih s posebnim dogovorom ali s posebnimi dogovori, omenjenimi v 43. členu.
46. člen
Načrte za uporabo oborožene sile izdela Varnostni svet s pomočjo Odbora vojaškega štaba.
47. člen

Ustanavlja se Odbor vojaškega štaba z nalogo, da svetuje in pomaga Varnostnemu svetu v vseh vprašanjih, ki se nanašajo na vojaške potrebe Varnostnega sveta za ohranitev mednarodnega miru in varnosti, na uporabo sil, ki so mu dane na razpolago, in na poveljevanje tem silam, na reguliranje oboroževanja in na morebitno razorožitev. Odbor vojaškega štaba sestavljajo načelniki štabov stalnih članov Varnostnega sveta ali njihovi zastopniki. Odbor povabi slehernega člana Združenih narodov, ki ni v njem stalno zastopan, naj se mu pridruži, brž ko učinkovito spolnjevanje Odborovih nalog terja sodelovanje tega člana pri delu Odbora. Odbor vojaškega štaba je podrejen Varnostnemu svetu in odgovoren za strateško vodstvo vseh oboroženih sil, danih na razpolago Varnostnemu svetu. Vprašanja glede poveljevanja takim silam se uredijo kasneje. Odbor vojaškega štaba sme z dovoljenjem Varnostnega sveta in po posvetu z ustreznimi regionalnimi ustanovami ustanoviti regionalne pododbore.

## Zgodovina
26. junija 1945 so v San Franciscu (Kalifornija, ZDA) podpisali Ustanovno listino, s čimer je bil odbor formalno ustanovljen. Prva resolucija Varnostnega sveta je odboru naročila, da prične delovati 1. februarja 1946. A po 28 mesecih je odpor 2. julija 1948 poročal Varnostnemu svetu, da je bil nezmožen izpolniti svoj mandat, pri čemer je vseh pet stalnih članic podalo svoje poročilo o vzrokih nedelovanja. Ta pat pozicija (zaradi hladne vojne) je trajala vse do leta 1990, ko je odbor koordiniral pomorsko akcijo proti Iraku v skladu z Resolucijo VS OZN 665. Kljub uspešnemu delovanju pa odbor potem nikoli ni bil več aktiviran.

## Organizacija
Odbor sestavljajo stalni vojaški predstavniki petih stalnih članih VS OZN, ki se sestanejo na vsake dva tedna na sedežu OZN v New Yorku. Stalnega vojaškega predstavnika ZDA imenuje predsednik ZDA (po nasvetu in soglasju Senata ZDA), pri čemer izbira iz zastavnih častnikov Kopenske vojske ZDA, Vojne mornarice ZDA, Korpusa mornariške pehote ZDA in Vojnega letalstva ZDA, ki imajo čin generalporočnika oz. viceadmirala.
Po potrebi pa se lahko sestankov odbora udeležijo tudi drugi (vojaški) predstavniki držav članic OZN, kjer naj bi delovale mirovne misije OZN.

### Trenutni člani
V letu 2011 so bili člani odbora: 
- generalmajor Xu Nanfeng,
- brigadni general François Estrate,
- Ruska federacija Aleksej J. Mezenin,
- generalmajor Jonathan David Shaw in
- generalporočnik Charles H. Jacoby mlajši.

### Predsedstvo odbora
Predsedstvo odbora se izmenjuje v začetku vsakega meseca po abecednem vrstnem redu držav, iz katerih izhajajo predstavniki (Ljudska republika Kitajska, Francija, Ruska federacija, Združeno kraljestvo in ZDA).
V letu 2011 se je predsedstvo odbora izmenjevalo po naslednjem zaporedju: 
- januar:  Aleksej J. Mezenin,
- februar:  Jonathan David Shaw,
- marec:  Charles H. Jacoby mlajši,
- april:  Xu Nanfeng,
- maj:  François Estrate,
- junij:  Aleksej J. Mezenin,
- julij:  Jonathan David Shaw,
- avgust:  Charles H. Jacoby mlajši,
- september:  Xu Nanfeng,
- oktober:  François Estrate,
- november:  Aleksej J. Mezenin in
- december:  Jonathan David Shaw.